# Петар Кесић
Петар Бићо Кесић (Вучипоље, код Грачаца, 1918 — Граб, код Вучипоља, 12. април 1942), учесник Народноослободилачке борбе и народни херој Југославије.

## Биографија
Рођен је 1918. године у Вучипољу код Грачаца (близу долине Дропчеве), у земљорадничкој породици. Пре рата се бавио земљорадњом и сточарством, а повремено је радио и по градилиштима. Са двадесет година напустио је село и запослио се у Београду као обласки радник. Члан Комунистичке партије Југославије постао је 1940. године.
Априлски рат затекао га је у Далмацији. Учесник Народноослободилачке борбе је од 1941. године. Кад је избио оружани устанак 27. јула, он и десетак његових другова напали су усташког таборника.
У јесен 1941, постао је члан Среског комитета КПХ за Грачац. Средином јануара 1942. постао је политички комесар грачачког партизанског батаљона „Гаврило Принцип”.
У селу Грабу код Вучипоља, четници су га затекли на спавању и стрељали 12. априла 1942. године у знаку одмазде јер је Кесић учествовао у стрељању осамнаест четника у Брувну.
Указом председника Федеративне Народне Републике Југославије Јосипа Броза Тита, 27. новембра 1953. године, проглашен је за народног хероја. Економска школа у Грачацу и улица у Бачком Грачацу носе његово име.